# Edoardo Menichelli
Edoardo Menichelli (14 de outubro de 1939) é um cardeal italiano, Arcebispo emérito de Ancona-Osimo.

## Biografia
Ele freqüentou a escola antes do Seminário de San Severino Marche, continuando depois para o Seminário Regional "Pio XI" Fano e aperfeiçoando em Roma, na Pontifícia Universidade Lateranense, onde obteve a licenciatura em Teologia Pastoral.
Foi ordenado padre em 3 de julho de 1965 para a diocese de San Severino Marche, que em 1986 se uniu à arquidiocese de Camerino com a denominação de Camerino-San Severino Marche. Pastor assistente da paróquia de San Giuseppe em San Severino Marche e, simultaneamente, ele era professor de religião nas escolas públicas da capital. De 1968 até 1991, trabalhou como funcionário do Supremo Tribunal da Assinatura Apostólica. Na década de 1970 ele foi assistente espiritual do grupo «Roma 71» do Lupetti (escoteiros). Mais tarde, de 1992 a 1994, ele trabalhou na Congregação para as Igrejas Orientais como oficial da Secretaria. Ele também ocupou o cargo de secretário do prefeito, o cardeal Achille Silvestrini. Enquanto isso, ele realizou seu trabalho pastoral como cooperador na paróquia de SS. Cuori di Gesú e Maria. Ele também colaborou no setor de aconselhamento familiar da Faculdade de Medicina do Hospital Gemelli e foi capelão da Clínica. Ele tomou parte ativa no Sínodo da diocese de Roma.
Eleito arcebispo de Chieti-Vasto em 10 de junho de 1994, foi consagrado em 9 de julho de 1994, pelo Cardeal Achille Silvestrini, assistido por Antonio Valentini, arcebispo-emérito de Chieti-Vasto e por Piergiorgio Silvano Nesti, C.P., arcebispo de Camerino-San Severino Marche. Foi transferido para a sé metropolitana de Ancona-Osimo em 8 de janeiro de 2004, dando sua entrada solene da Sé em 7 de março. Ele é atualmente o assistente eclesiástico nacional da Associação dos Médicos Católicos Italianos. Ele participou, por nomeação papal, na Terceira Assembléia Extraordinária do Sínodo dos Bispos sobre o tema da Família, realizada no Vaticano em outubro de 2014. Ele é conhecido por dirigir um muito antigo e pequeno Fiat Panda e por viver com grande simplicidade.
Em 4 de janeiro de 2015, o Papa Francisco anunciou a sua criação como cardeal, no Consistório Ordinário Público de 2015. Foi criado cardeal-presbítero de Sagrados Corações de Jesus e Maria em Tor Fiorenza, recebendo o barrete e o anel cardinalício em 14 de fevereiro. 
No dia 14 de julho de 2017 o Papa Francisco aceitou o seu pedido de renuncia da Arquidiocese de Ancona-Osimo.